# Natalia Streignard
Natalia Martínez Streignard (ur. 9 września 1970 w Madrycie) – wenezuelska aktorka. Jej matka pochodzi z Argentyny, ojciec z Niemiec. Gdy miała 3 lata, rodzina wyemigrowała do Wenezueli.
Zanim zaczęła aktorską karierę, startowała w wyborach Miss Wenezueli, których była finalistką. Na początku 1993 roku zaczęła aktorską karierę, wystąpiła w kilku telenowelach.
Znana jest z telenowel: Pedacito de cielo (Marte TV, 1993), Sol de tentacion (Venevisión, 1996), Mi destino eres tú (Televisa, 2000), Mi Gorda Bella (RCTV, 2002), Anita (RTI, Telemundo, 2004-2005), i Hacjenda La Tormenta (RTI, Telemundo, 2005-2006)
W 2008 roku zagrała w kolejnej telenoweli Telemundo - El Juramento, u boku Osvaldo Riosa. Telenowela jednak nie cieszyła się zbyt wielką popularnością i oglądalnością. Po jej nakręceniu Naty zerwała współpracę z Telemundo i nie ma na razie propozycji zawodowych.
W 1990 r. Streignard wzięła ślub z kubańskim aktorem Mario Cimarro. Rozwiedli się w 2006 roku. W 2008 roku aktorka poślubiła włoskiego biznesmena Donato Calandriello. Mają syna o imieniu Jacques (ur. 13 stycznia 2011 r.).